# Finanskrisen 1921-29
Finanskrisen 1921-29 er - sammen med Finanskrisen 1988-1994 og Den økonomiske krise i Danmark i 2008 - en af de mest omfattende finansielle kriser, der har ramt dansk økonomi. Mange af landets banker - herunder 4 ud af de 5 største - brød sammen, og der var sammenbrud også i flere af landets største forsikringsselskaber. Krisen havde sit udspring i den erhvervsmæssige udvikling under og umiddelbart efter 1. verdenskrig, hvor der var højkonjunktur, og hvor der blev igangsat en række nye projekter, som viste sig senere ikke at være levedygtige.

## Den erhvervsmæssige udvikling
Under 1. verdenskrig var et stort antal soldater indkaldt til krigstjeneste, og produktionen i de krigsførende lande blev i stort omfang omstillet til fremstilling af ammunition og våben. Konsekvensen var, at der i forhold til den tilgængelige kapacitet var en stor efterspørgsel efter varer, herunder fødevarer. Det kom på denne baggrund til store prisstigninger, hvilket yderligere blev næret af store budgetunderskud i de krigsførende lande og en stor udvidelse af pengemængden.
Prisstigningerne gjorde sig gældende også i de lande, der holdt sig neutrale under krigen, herunder Danmark. Da lønningerne på det danske arbejdsmarked ikke steg i takt med priserne, opstod der en stor indtjening i danske erhvervsvirksomheder. Det bidrog yderligere til højkonjunktur i Danmark, at dansk landbrug fik en stor indtjening ved eksport af fødevarer særlig til Tyskland. Højkonjunkturen fremkaldte store aktiekursstigninger på Københavns fondsbørs. Kurserne nåede højdepunkter i oktober 1916 og i august 1918.
Påvirket af højkonjunkturen opstod der i dansk erhvervsliv en stemning af optimisme. Der etableredes mange nye erhvervsvirksomheder både inden for handel og industri, og flere af de eksisterende virksomheder indledte en politik rettet mod ekspansion. Mange af de nyetablerede handelsselskaber var rettet mod at udfylde tomrummet på det russiske marked efter tyske virksomheder, som man mente efter krigen ikke længere ville være velsete. Det største af de nyetablerede handelsselskaber var Det Transatlantiske Kompagni (Transatlantisk Kompagni).
Under verdenskrigen var der også højkonjunktur for dansk skibsfart. Der opstod under krigen mangel på skibstonnage, dels på grund af krigsforlis, og dels fordi en del af skibskapaciteten blev anvendt til troppetransporter. Konsekvensen var en stor stigning i fragtraterne. Som en konsekvens af højkonjunkturen blev der oprettet mange nye rederier, og der blev anlagt en række nye skibsværfter flere steder i landet.
Den danske højkonjunktur varede ved også i de første år efter krigen. Det var et udbredt synspunkt, at der ville gå lang tid, inden virksomhederne i de tidligere krigsførende lande kunne omstille sig til fredsproduktion, og at danske erhvervsvirksomheder derved ved at ekspandere efter krigen havde mulighed for at vinde markedsandele.
Fra omkring midten af 1920 begyndte et stort prisfald på varer over alt i verden. Prisfaldet ramte også Danmark, hvor prisfaldet fortsatte frem til 1927. Der skete herved et stort fald i erhvervsvirksomhedernes indtjening, dels fordi de havde opbygget store lagre, og dels fordi arbejdslønningerne ikke blev tilpasset nedad. Yderligere viste det sig, at forudsætningerne svigtede for mange af de projekter, der var blevet igangsat frem til 1920. For eksempel trak den kommunistiske magtovertagelse tæppet væk under de danske erhvervsaktiviteter i Rusland. Det viste sig også, at de tidligere krigsførende lande hurtigt fik omstillet sig til fredsproduktion.
Som følge af den negative udvikling kom det i 1920'erne til krise i mange danske erhvervsvirksomheder, herunder også mange af de største. Ud af de 202 største danske aktieselskaber inden for industri- og servicevirksomhed måtte ca. en tredjedel enten ophøre eller rekonstrueres i løbet af 1920'erne. Blandt de 10 største danske industrivirksomheder måtte 6 rekonstrueres i 1920'erne, hvilket skete gennem tilførsel af ny aktiekapital, nedskrivning af den gamle aktiekapital samt nedskrivning af tidligere lån ydet til virksomheden. De største rekonstruktioner fandt sted i selskaberne Aarhus Oliefabrik (Aarhus Olie), Ballin & Hertz og Dansk Svovlsyre- og Superphosphat-Fabrik. Det kom ligeledes til en likvidation i næsten alle de nyetablerede handelsselskaber (herunder Transatlantisk Kompagni) og i de nyetablerede skibsværfter.

## Forløbet i banksektoren
Bankerne havde finansieret ekspansionen i de danske erhvervsvirksomheder under og umiddelbart efter 1. verdenskrig med store lån og fik tab, da erhvervsvirksomhederne løb ind i problemer. Som en konsekvens brød mange danske banker sammen fra 1921. Bankerne tabte endvidere på aktiekursfaldet, idet de forudgående havde ydet store lån til privatpersoners aktieinvesteringer.
Fire ud af de fem største danske banker blev enten rekonstrueret eller likvideret i løbet af 1920'erne. Diskonto- og Revisionsbanken blev rekonstrueret i januar 1922. Den blev efterfølgende likvideret i juli 1924. Landmandsbanken blev rekonstrueret i september 1922 og i februar 1923. Den blev overtaget af staten i april 1928. Den Danske Andelsbank (Andelsbanken) blev underkastet likvidation i juni 1925. Privatbanken kæmpede i flere år med problemer i form af udtræk. Den blev rekonstrueret i oktober 1928. Af de 5 største banker var det kun Handelsbanken, der kom gennem 1920'erne uden krise.
Bankkrisen ramte også de mindre banker. Af 21 mindre københavnske banker blev 10 ramt af krise. Særlig sammenbruddet i Folkebanken (Folkebanken for København og Frederiksberg) vakte stor medieomtale, idet banken havde finansieret erhvervsmanden Harald Plum. De kriseramte københavnske banker blev enten rekonstrueret, likvideret eller fusioneret.
Provinsbankerne blev mindre ramt af finanskrisen. 46 ud af sammenlagt 180 provinsbanker blev ramt af krise og blev enten likvideret, overtaget af andre banker eller rekonstrueret ved tilførsel af ny kapital. Blandt de mere spektakulære og største sammenbrud var Kalundborg og Omegns Bank, der havde finansieret erhvervsmanden Valdemar Henckel. Flere af sammenbruddene i provinsbanker påkaldte sig opmærksomhed, fordi ledende borgere havde været inddraget i bankernes ledelse.
Sparekasser og realkreditinstitutter (kreditforeninger og hypotekforeninger) kom gennem 1920'erne uden krise. Under højkonjunkturen under og umiddelbart efter 1. verdenskrig havde de ført en tilbageholdende udlånspolitik. Hertil kom, at landbruget gennemgående klarede sig gennem 1920'erne uden alvorlige problemer.

## Krisen i dansk genforsikring
Under 1. verdenskrig var det muligt for danske genforsikringsselskaber at få en stor indtjening, fordi de ledende tyske selskaber ikke kunne drive virksomhed i de allierede lande. Der blev på denne baggrund oprettet en række nye danske selskaber, hvoraf flere hurtigt nåede en stor størrelse. Det var synspunktet, at de danske selskaber kunne udnytte tomrummet efter de tyske selskaber og beholde en ledende markedsstilling også efter krigsafslutningen. Allerede under krigen blev der advaret mod de nye selskaber. Blandt andet blev det påpeget, at de manglede aktuarmæssig ekspertise.
Efter krigen kom det til sammenbrud i mange af de nyetablerede selskaber samt også i gamle selskaber, der havde udnyttet krigstidens højkonjunktur til at ekspandere. En opgørelse viser, at ud af 97 lidt større forsikringsselskaber organiseret som aktieselskaber var det 29 selskaber, der enten blev likvideret eller gik konkurs i 1920-30, mens 3 selskaber blev fusioneret. De største sammenbrud fandt sted i selskaberne Internationale Assurance-Compagni og Dansk Genforsikring.

## Politiske og økonomiske konsekvenser
Finanskrisen i 1920'erne fik betydelige politiske konsekvenser. Blandt andet medførte de mange skandaler, herunder især omkring Landmandsbanken, at det danske socialdemokrati fik medvind. Krisen var formentlig medvirkende til at bane vejen for en langvarig socialdemokratisk dominans i dansk politik. Efter flere af bank- og forsikringssammenbruddene kom det til retsopgør, der tiltrak sig stor opmærksomhed. Det er sværere at finde konsekvenser af krisen for den danske økonomiske vækst, der gennem 1920'erne - trods de mange banksammenbrud - var høj.